# Sina Tkotsch

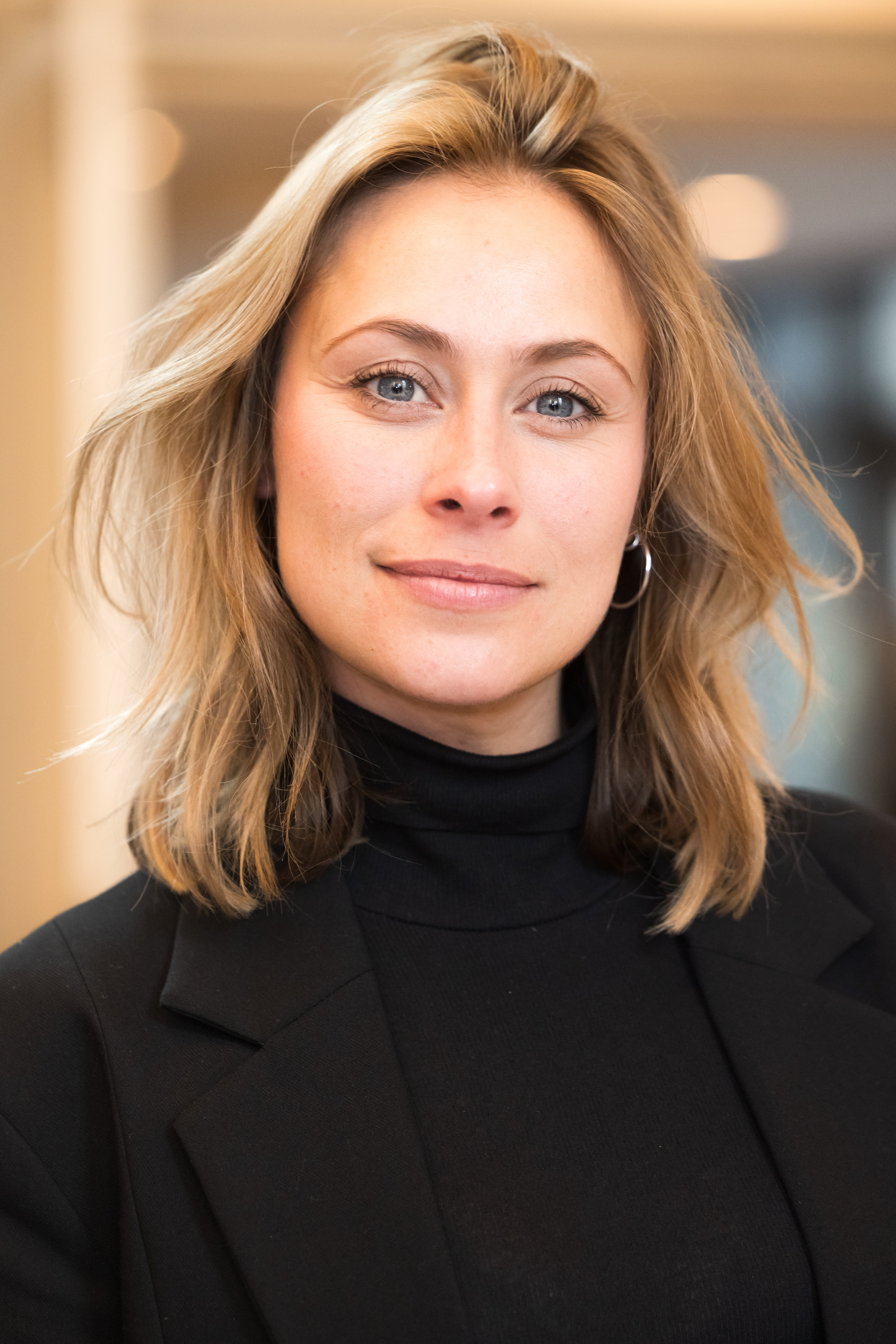
Sina Tkotsch (2024)

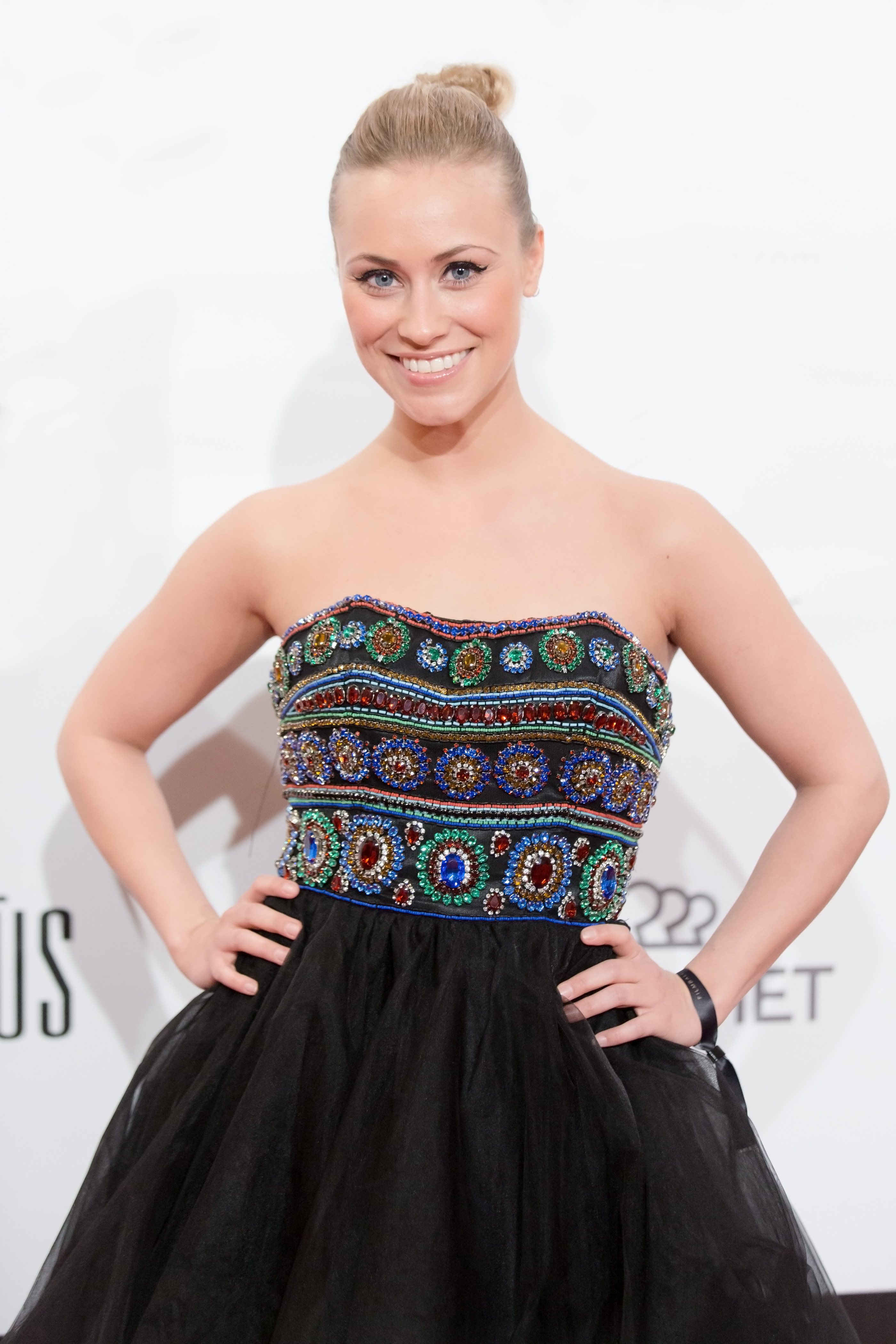
Sina Tkotsch (2016)

Sina Tkotsch (* 27. Juni 1990 in Berlin-Friedrichshain) ist eine deutsche Schauspielerin.

## Biografie
Sina Tkotsch wurde mit neun Jahren entdeckt, als Caster 1999 für den Film Florian – Liebe aus ganzem Herzen ein blondes Mädchen suchten, das die Hauptrolle der Sophie Bachmann spielen konnte. Es folgten Angebote für Krimiserien, wie Tatort, Der letzte Zeuge und Die Cleveren, in denen sie Episodenrollen übernahm. Von 2002 bis 2004 konnte man sie in 26 Episoden der Familienserie Wie erziehe ich meine Eltern? als Johanna „Johnny“ Freytag sehen. Tkotsch war 2005 auch bei Krimi.de als Laura Lenz zu sehen. 2006 bekam sie das Angebot, als Milka (eine der Hauptrollen) in dem später mehrfach ausgezeichneten Kinofilm Beautiful Bitch des Regisseurs Martin Theo Krieger zu spielen. Auch für die Kinofilme Gangs (2009) und Groupies bleiben nicht zum Frühstück (2010) stand sie in Haupt- und Hauptnebenrollen vor der Kamera. Für den Kinofilm Dschungelkind, in dem sie in der Hauptrolle der Sabine Kuegler – neben Thomas Kretschmann, Nadja Uhl und Tina Engel – zu sehen war, lebte und drehte sie 2010 für zwei Monate im Dschungel von Malaysia im Nationalpark Taman Negara.
2011 wurde sie für die Goldene Henne als „Aufsteigerin des Jahres“ nominiert.
Von 2014 bis 2017 verkörperte sie die Escort-Dame Nele in der Neuauflage von Ein Fall für zwei.
Tkotsch lebt in Berlin.
Ihre ältere Schwester Sarah ist ebenfalls Schauspielerin.

## Filmografie
- 1999: Florian – Liebe aus ganzem Herzen
- 2000: Tatort – Der Trippler (Fernsehreihe)
- 2000: Der letzte Zeuge – Der Weg zur Hölle (Fernsehserie)
- 2001: Die Salsaprinzessin
- 2002: Die Cleveren – Im Namen der Liebe (Fernsehserie)
- 2002–2004: Wie erziehe ich meine Eltern? (Fernsehreihe, 26 Episoden)
- 2005: Ki.Ka-Krimi.de (Fernsehserie, 2 Episoden)
- 2006: Familie Dr. Kleist – Am Abgrund (Fernsehserie)
- 2006: Beautiful Bitch
- 2007–2013: In aller Freundschaft (Fernsehreihe, 3 Episoden)
- 2007: Bezaubernde Marie
- 2008: Alarm für Cobra 11 – Die Autobahnpolizei – Rabenmutter (Fernsehserie)
- 2008: 1:0 für das Glück
- 2009: Großstadtrevier – Heikle Mission (Fernsehserie)
- 2009: Gangs
- 2009: Draußen am See
- 2009: Der letzte Rest (Kurzfilm)
- 2009: Kommissar Stolberg – Die Nacht vor der Hochzeit (Fernsehserie)
- 2010: Im Schatten des Pferdemondes
- 2010: Groupies bleiben nicht zum Frühstück
- 2010: 380.000 Volt – Der große Stromausfall (Fernsehfilm)
- 2011: Dschungelkind
- 2011: Sie hat es verdient
- 2011, 2022: SOKO Stuttgart – Club der Hexen, Was geschah mit Rabea K.? (Fernsehserie)
- 2011: Dear Courtney
- 2012: Das Internat
- 2012: Der Passagier
- 2012: Heiter bis tödlich: Hauptstadtrevier (Fernsehserie)
- 2012: Rosamunde Pilcher – Eine Frage der Ehre
- 2012: SOKO Leipzig – Die Stimme der Toten (Fernsehserie)
- 2013: Blutsschwestern – jung, magisch, tödlich (Fernsehfilm)
- 2013: In aller Freundschaft – Folge 586: Auf Herz und Nieren (Fernsehserie)
- 2013: Küstenwache – Dunkle Verschwörung (Fernsehserie)
- 2013: SOKO Leipzig – Das letzte Lied (Fernsehserie)
- 2013: Die Pastorin (Fernsehfilm)
- 2013: Ohne Gnade
- 2013: Letzte Spur Berlin – Abgetaucht (Fernsehserie)
- 2013: Schmidt – Chaos auf Rezept – Wahnsinn (Fernsehserie)
- 2014–2018: Ein Fall für zwei (Fernsehserie, 17 Episoden)
- 2014: Polizeiruf 110 – Abwärts (Fernsehreihe)
- 2014, 2021: Alarm für Cobra 11 – Die Autobahnpolizei – Jump, Abflug (Fernsehserie)
- 2015: Die Himmelsleiter – Sehnsucht nach morgen (Fernseh-Zweiteiler)
- 2015: Inga Lindström: Leg dich nicht mit Lilli an
- 2015: Der Nachtmahr
- 2016: Katie Fforde – Warum hab ich ja gesagt?
- 2016: Der Bergdoktor – Erzwungene Liebe
- 2016: Familie Braun – Sieg!
- 2016: Wie Männer über Frauen reden
- 2016: LenaLove
- 2016–2017: Der Wedding kommt (Fernsehserie, 6 Episoden)
- 2017: Rockstars zähmt man nicht
- 2018–2019: Beste Schwestern (Fernsehserie, 16 Episoden)
- 2018: Herzkino.Märchen – Der Froschkönig
- 2018: Der Bergdoktor – Preis des Lebens
- 2020: Bettys Diagnose – Chancen (Fernsehserie)
- 2020: Faking Bullshit
- 2020: Lucie. Läuft doch! (Fernsehserie, 7 Episoden)
- 2020: Das Traumschiff: Kapstadt Südafrika
- 2021: Das Traumschiff – Seychellen
- 2021: Nix Festes (Fernsehserie, 2 Episoden)
- 2021: Hexenjagd
- 2022: Der Kaiser
- 2023: Inga Lindström: Hanna und das gute Leben
- 2024: Blutige Anfänger: Babyalarm (Fernsehserie)
- 2024: Der Millionen Raub
- 2024: Die Polizistin und die Sprache des Todes (Fernsehfilm)
- 2024: Almania (Fernsehserie, 8 Episoden)
- 2025: Ghosts (Fernsehserie)
- 2025: Lena Lorenz: Blinder Passagier (Fernsehreihe)

## Auszeichnungen
Nominierungen
- 2011: Goldene Henne für den Publikumspreis „Aufsteigerin des Jahres“